# 诺瓦托 (加利福尼亚州)
诺瓦托（英語：Novato）是美国加利福尼亚州马林县下属的一个城市。于1960年1月20日建市。城市面积约为71.1平方公里，根据2010年美国人口普查，该市有人口51,904人。